# Surviving Nature: Cowboys & Angels
Surviving Nature: Cowboys & Angels is een Nederlands programma van RTL 4.
In het programma Surviving Nature: Cowboys & Angels gaan zeven bekende Nederlanders naar de Amazone in Brazilië. Daar gaan ze met z'n allen in primitieve omstandigheden door het regenwoud. Het doel van het programma is de mensen en de BN'ers zelf ervan te bewust te maken dat het snel achteruitgaat met de Amazone.

## Deelnemers
- Marian Mudder,
- Loretta Schrijver,
- Harm Edens,
- Fabienne de Vries,
- Maarten Spanjer,
- Tim Immers,
- Piet Hein Eek.